# Nick Poloniato
Nick Poloniato, właśc. Nicholas Poloniato (ur. 20 lipca 1987 w Hamilton) – kanadyjski bobsleista, pilot boba, uczestnik mistrzostw świata oraz igrzysk olimpijskich.

## Kariera
Karierę bobsleisty rozpoczął w 2012 roku. Wcześniej był zawodnikiem futbolu kanadyjskiego. W Pucharze Świata zadebiutował w 2014 roku na torze w Calgary. Największy jak dotąd sukces w karierze osiągnął w 2019 roku, gdy podczas mistrzostw świata w Whistler zdobył srebrny medal w konkurencji mieszanej. W 2017 roku, podczas mistrzostw świata w Königssee wraz z Neville’em Wrightem zajął 5. miejsce w rywalizacji dwójek mężczyzn. Reprezentował swój kraj podczas zimowych igrzysk olimpijskich w 2018 roku, gdzie zajął wraz z kolegami odpowiednio: 7. miejsce w rywalizacji dwójek mężczyzn oraz 12. miejsce w rywalizacji czwórek mężczyzn.